# Богдановский сельсовет (Брестская область)
Богдановский сельсовет (белор. Багданаўскі сельсавет) — административная единица на территории Лунинецкого района Брестской области Беларуси. Административный центр — агрогородок Богдановка.

## Состав
Богдановский сельсовет включает 1 населённый пункт:
- Богдановка — агрогородок.